# Израелска академия на науките
Израелската академия на науките и хуманитаристиката в Йерусалим е създадена през 1961 г. от Държавата Израел за насърчаване на контакти между учени от природните и хуманитарните науки в Израел, за да консултира правителството по изследователски проекти с национално значение, както и да насърчава високите постижения.
Тя включва 102 от най-изтъкнатите учени на Израел. Седалището на Академията е в съседство с официалната резиденция на президента на Израел и на Съвета за висше образование в Израел на площад „Алберт Айнщайн“ в Ерусалим.
В областта на природните науки Академията финансира проекти в областта на геологията, флората и фауната на Израел, както и улеснява участието на израелски учени в областта на научните изследвания в международни проекти, като физика на високите енергии в ЦЕРН) и синхротронно излъчване в Европейския механизъм за радиационна синхротроника. Израел има най-висока концентрация на учени и инженери в света.
В хуманитарните науки се финансират научните изследвания на Танаха и Талмуда, еврейската история, еврейската философия, еврейското изкуство и иврита, както и прозата и поезията, писани на иврит.
Академията администрира Фондация „Айнщайн“, които да насърчава обмена между учени от цял свят и израелската академичната общност, Научната фондация на Израел, чийто годишен бюджет възлиза на 53 милиона долара, и няколко изследователски фондации, разчитащи на грантове от Фондация „Адлер“ за космически изследвания, Фондация „Уолф“ и Фондацията за медицински изследвания „Фулкс“. Академията стартира и Израелски академичен център в Кайро, който подпомага израелски учени за техните научни изследвания в Египет и по отношение на египетската култура и улеснява сътрудничеството с египетски учени.
Академията има статут на наблюдател в Европейската научна фондация и изпълнява програми за обмен с британското Кралско общество, Британската академия, Шведската академия на науките и Националния съвет за научни изследвания на Сингапур.